# Willard Preble Hall

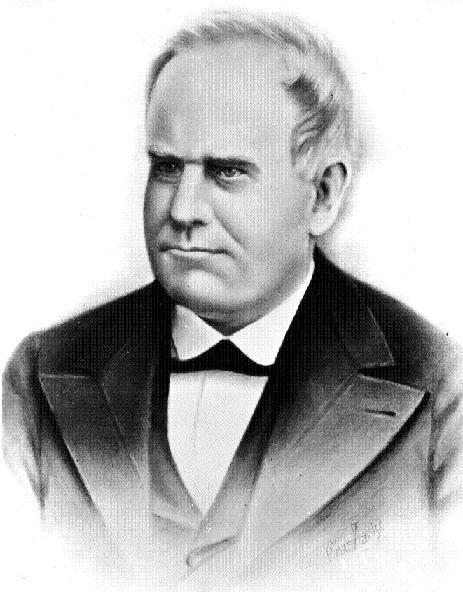
Willard Preble Hall

Willard Preble Hall (* 9. Mai 1820 in Harpers Ferry, Virginia; † 2. November 1882 in Saint Joseph, Missouri) war ein US-amerikanischer Politiker (Demokratische Partei) und von 1864 bis 1865 der 17. Gouverneur von Missouri. Diesen Bundesstaat vertrat er außerdem im US-Repräsentantenhaus.

## Frühe Jahre
Der im heutigen West Virginia geborene Willard Hall wurde an einer Privatschule in Baltimore erzogen. Danach studierte er bis 1839 an der Yale University. Nach einem anschließenden Jurastudium wurde er im Jahr 1841 als Rechtsanwalt zugelassen. Danach war er einige Jahre in Sparta und Saint Joseph als Anwalt tätig. Hall nahm auch am Mexikanisch-Amerikanischen Krieg teil. Nach dem Krieg gehörte er einem Komitee an, das Gesetze für die neuen von Mexiko erworbenen Gebiete erarbeitete.

## Politische Laufbahn
Bereits im Jahr 1844 war Hall einer der demokratischen Wahlmänner für Präsident James K. Polk. Zwischen 1847 und 1853 saß er als Abgeordneter im US-Repräsentantenhaus. Dort war er in mehreren Ausschüssen vertreten. Ein Versuch, in den Senat gewählt zu werden, scheiterte 1856.
Im Jahr 1861 wurde er, nach den vom Ausbruch des Bürgerkrieges ausgelösten Wirren, zum provisorischen Vizegouverneur des von der Union kontrollierten Staates gewählt. Damit war er Stellvertreter von Hamilton Rowan Gamble. Gleichzeitig war er aber auch militärisch als Brigadegeneral der loyalen Miliz aktiv. Als im Januar 1864 Gouverneur Gamble im Amt starb, musste Hall als dessen Stellvertreter die angebrochene Amtszeit beenden. Das waren gerade einmal elf Monate bis zum 2. Januar 1865. Schwerpunkte dieser Zeit waren noch immer der Krieg bzw. dessen Folgen für den Staat und seine Wirtschaft. Nach dem Ende seiner Amtszeit zog sich Hall aus der Politik zurück. Er wurde wieder als Anwalt tätig und starb am 2. November 1882 in Saint Joseph. Willard Hall war zweimal verheiratet und hatte insgesamt sieben Kinder.